# Osiedle Orlicz-Dreszera (Siedlce)
Os. Orlicz-Dreszera, dawniej Os. Nowotki – osiedle w Siedlcach, leżące w południowej części miasta. Budowę osiedla rozpoczęto w 1970. Osiedle zajmuje obszar ok. 3 ha i w całości zabudowane jest blokami (4-piętrowymi).

## Położenie
Osiedle znajduje się pomiędzy ulicami:
- Zbrojną (od północy),
- Podsekulską (od wschodu),
- Śmiałą (od zachodu).

Osiedle graniczy z:
- Jednostką Wojskową w Siedlcach – 1 Siedlecki Batalion Rozpoznawczy (od wschodu),
- budowanym Osiedlem Partyzantów (od zachodu),
- Zakładami Mechanicznymi PZL-Wola – fabryka w Siedlcach (od południa),
- stacją kolejową Siedlce (od północy).

## Ważniejsze obiekty
- Zespół Szkół nr 2 (w skład wchodzi: Szkoła podstawowa Nr 5 im. Wł. Rawicza (ul. gen. O. Dreszera 3), Publiczne gimnazjum nr 6 im. ks. St. Brzóski (ul. Partyzantów 1))
- Miejskie Przedszkole nr 9 i Niepubliczne Przedszkole „Wesołe Skrzaty”